# SOKO 5113
SOKO 5113, es una serie de televisión alemana estrenada el 2 de enero de 1978 por medio de la cadena ZDF.
"SOKO", es una abreviatura para el término "Sonderkommission" (en español: Comisión de la Policía Especial), del equipo especial de investigación en Alemania. 
La serie es creada por Dieter Schenk y ha contado con la participación invitada de los actores Daniel Brühl, Florian Fitz, Andreas Wisniewski, Dieter Hallervorden, Karl Markovics, Alexander Beyer, Jo Weil, Susanne Lothar, Markus Knüfken, Sascha Tschorn, Andreas Pietschmann, Gedeon Burkhard, Florentine Lahme, Barnaby Metschurat, Peter Ketnath, Thomas Scharff, Kristian Kiehling, Jorres Risse, Karin Dor, Alexandra Neldel, Christine Kaufmann, Herb Andress, Simon Verhoeven, Elisabeth Lanz, Götz Otto, Karl Thaning, Katja Herbers, Johannes Silberschneider, Frank Christian Marx, Bettina Zimmermann, Natalia Avelon, Hannah Herzsprung, Julia Dietze, Robert Stadlober, Tom Beck, Jasmin Wagner, Martina Gedeck, Cosma Shiva Hagen, entre otros.

## Historia
La serie sigue los casos más importantes de una unidad importante de crímenes de la policía de Múnich.

## Personajes

### Personajes Principales
| Actor               | Personaje           | Ocupación                 | N.º de episodios | Duración        |
| ------------------- | ------------------- | ------------------------- | ---------------- | --------------- |
| Michel Guillaume    | Theo Renner         | Detective Superintendente | 412              | 1993 - presente |
| Gerd Silberbauer    | Arthur Bauer        | Detective en Jefe         | 146              | 1991 - presente |
| Christofer von Beau | Franz Ainfachnur    | Detective                 | 61               | 1997 - presente |
| Bianca Hein         | Katharina Hahn      | Detective Superintendente | 170              | 2006 - presente |
| Joscha Kiefer       | Dominik Morgenstern | Detective Superintendente | 108              | 2010 - presente |

### Personajes Recurrentes
| Actor            | Personaje               | Ocupación | N.º de episodios | Duración        |
| ---------------- | ----------------------- | --------- | ---------------- | --------------- |
| Florian Odendahl | Maximiliano Weissenböck | Doctor    | 151              | 2006 - presente |
| Ilona Grübel     | Evelyn Kreiner          | Doctora   | 39               | 1984 - presente |

### Antiguos Personajes Principales
| Actor              | Personaje             | Ocupación                   | N.º de episodios | Duración  | Estado | Causa                                                                              |
| ------------------ | --------------------- | --------------------------- | ---------------- | --------- | ------ | ---------------------------------------------------------------------------------- |
| Wilfried Klaus     | Horst Schickl         | Jefe Comisionado            | 381              | 1978-2008 | Vivo   | se jubiló                                                                          |
| Hartmut Schreier   | Manfred "Manne" Brand | Superintendente / Inspector | 316              | 1992-2010 | Muerto | asesinado de un disparo por KR Lorenz                                              |
| Werner Kreindl     | Karl Göttmann         | Jefe Comisionado            | 126              | 1978-1992 | Muerto | envenenado con arsénico por KM Less                                                |
| Christine Döring   | Susanne von Hagenberg | Detective Comisario en Jefe | 118              | 2000-2008 | Viva   | se transfirió a la Europol                                                         |
| Bernd Herzsprung   | Fred Less             | Detective en Jefe           | 115              | 1978-2008 | Vivo   | se fue a otro departamento                                                         |
| Olivia Pascal      | Lizzy Berger          | Detective                   | 83               | 1988-2008 | Muerta | asesinada al intentar proteger a un testigo                                        |
| Heinz Baumann      | Jürgen Sudmann        | Detective                   | 83               | 1983-2008 | Vivo   | se retiró                                                                          |
| Cay Helmich        | Maja Cramer           | Detective                   | 72               | 1997-2000 | Muerta | asesinada de un disparo al intentar salvar a Schickl                               |
| Diether Krebs      | Diether Herle         | Detective                   | 60               | 1978-1986 | Vivo   | se muda a Suiza                                                                    |
| Ingeborg Schöner   | Anna Herbst-Schickl   | Detective                   | 60               | 1980-2008 | -      | Puede ser condenado a muerte Blaschke en el departamento de personas desaparecidas |
| Hans Dieter Trayer | Heinz Flock           | Detective en Jefe           | 9                | 1978      | Vivo   | terminó su servicio                                                                |
| Peter Seum         | Wolle Blaschke        | Detective en Jefe           | 9                | 1983-1984 | Muerto | recibe un disparo en la acción                                                     |

### Antiguos Personajes Recurrentes
| Actor             | Personaje      | Ocupación | N.º de episodios | Duración  |
| ----------------- | -------------- | --------- | ---------------- | --------- |
| Franz Rudnick     | Dietl          | Doctor    | 30               | 1981-2003 |
| Andrian Can       | Yasar          | Doctor    | 29               | 2005-2009 |
| Sabine Kaack      | Bärbel Mattner | Detective | 27               | 1984-1987 |
| Maximilian Krückl | Fröhlich       | Doctor    | 27               | 1984-2003 |
| Ingrid Froehlich  | Renate Burger  | -         | 19               | 1978      |
| Hans Schulze      | Stanelle       | -         | 19               | 1978-1993 |
| Annette Kreft     | Nina Lasker    | -         | 14               | 1992-2013 |
| Hartmut Becker    | Rechlin        | Detective | 14               | 1978-1997 |
| Wolfgang Preiss   | -              | -         | 9                | 1978      |

## Producción
La serie fue creada por Dieter Schenk, y ha contado con la participación de los escritores Conny Lens, Franz-Xaver Wendleder, Hubert Eckert, Jochen Wedegärtner y Renate Kampmann. Así como de los directores Kai Borsche, Bodo Schwarz, Ulrich Stark y Zbynek Cerven.
La serie también cuenta con la participación de los productores Daniel van den Berg y Joachim Kosack, y de la productora ejecutiva Eva Gerstenberg.

### Spin-offs
La primera serie spin-off de "SOKO 5113" fue una serie llamada "Solo für Sudmann" que contó con 12 episodios y fue transmitida en 1997, posteriormente la serie ha tenido varios spin-offs en lugares como Alemania y Austria, entre ellas:
- SOKO Leipzig, trasmitida desde el 2001 hasta ahora.
- SOKO Kitzbühel, trasmitida desde el 2001 hasta ahora.
- Colonia Brigada Criminal (título original en alemán: SOKO Köln, trasmitida desde el 2003 hasta ahora.
- SOKO Wismar, trasmitida desde el 2004 hasta ahora.
- SOKO Donau, trasmitida desde el 2005 hasta ahora. La serie también es conocida como "SOKO Wien".
- SOKO Rhein-Main, trasmitida del 2006 hasta el 2007. La serie originalmente fue titulada "Die Spezialisten: Kripo Rhein-Main".
- SOKO Stuttgart, trasmitida desde el 2009 hasta ahora.

### Crossovers
El 3 de abril del 2013 varios miembros de los equipos de SOKO: SOKO 5113, SOKO Leipzig, SOKO Köln (en español: Colonia Brigada Criminal), SOKO Wismar y SOKO Stuttgart, se reunieron en la serie SOKO - Der Prozess, un especial de cinco episodios, en donde los integrantes de la policía debían de resolver un caso de asesinato en el que un oficial de la policía había sido la víctima. Los cinco episodios fueron transmitidos en Alemania del 30 de septiembre del 2013 hasta el 4 de octubre del 2013.

### Emisiones en otros países
| País     | Título                      | Cadena        | Fecha de Inicio    | Fecha de Finalización |
| -------- | --------------------------- | ------------- | ------------------ | --------------------- |
| Francia  | Soko, brigade des stups     | -             | 18 de mayo de 1989 | -                     |
| Colombia | SOKO 5113, Brigada Especial | Canal Capital | 2004               | -                     |